# Miguel Peñas
Miguel Peñas (Madrid, España, 15 de octubre de 1982)  era un batería del grupo de rock madrileño Nothink y participó también en otros proyectos musicales como Minor Empires y Hardtops. 
Después comenzó a trabajar en el mundo audiovisual y actualmente es jefe de producción en multitud de películas y series.